# Memela
Les memelas sont des gâteaux frits ou grillés faits de masa et garnis de différents ingrédients frais. Ils sont consommés comme antojitos ou en-cas dans l'État de Oaxaca, au Mexique, et trouvent leur origine dans la nourriture préhispanique. Elles sont similaires aux tortillas de maïs fraîches, mais sont légèrement plus épaisses et généralement de forme oblongue/ovale.

## Caractéristiques
La memela est le nom local de l'Oaxaca pour les sope et huarache presque identiques servis dans d'autres régions du Mexique, mais avec des garnitures différentes.
La masa de maïs est aplatie à l'aide d'une presse à tortilla, pincée pour créer des entailles le long de ses bords, puis placée sur un comal chaud ou une plaque de cuisson. Lorsque la base ressemblant à une tortilla est cuite et carbonisée là où la pâte touche le métal chaud du gril et devient aussi moelleuse qu'un steak, elle est alors garnie de haricots noirs, de salsa, de chou râpé, de mole negro, de guacamole et de fromage.
Bien que la memela traditionnelle soit censée n'être garnie d'aucun autre ingrédient supplémentaire, ces garnitures varient désormais d'une recette à l'autre. Les versions modernes incluent d'autres légumes et la possibilité d'une couche de tinga (poulet râpé avec des tomates, des oignons et des piments) ou de pommes de terre et de saucisses.
Les memelas sont servies dans les restaurants oaxacans/mexicains aux États-Unis depuis les années 1990.